# Werner Obschernikat
Werner Obschernikat (Duisburg, 9 luglio 1955) è un ex pallanuotista tedesco, vincitore di una medaglia di bronzo alle olimpiadi di Los Angeles 1984.
Era il figlio di Alfred Obschernikat, anche lui pallanuotista olimpico.